# Харюшинская
Харюшинская — деревня в Вельском районе Архангельской области России. Входит в состав Пуйского сельского поселения.

## География
Деревня находится в южной части Архангельской области, в таёжной зоне, в пределах северной части Русской равнины, на правом берегу реки Пуи, на расстоянии примерно 58 километров (по прямой) к северо-северо-востоку (NNE) от города Вельска, административного центра района.
Климат
Климат характеризуется как умеренно континентальный, с прохладным и дождливым летом. Средняя температура воздуха самого холодного месяца (января) составляет −12,7 °C; самого тёплого месяца (июля) — 18 °C. Среднегодовое количество атмосферных осадков составляет 763,7 мм.
Часовой пояс
Харюшинская, как и вся Архангельская область, находится в часовой зоне МСК (московское время). Смещение применяемого времени относительно UTC составляет +3:00.

## История
В «Списке населенных мест Российской империи», изданном в 1861 году, населённый пункт упомянут как деревня Харюшкина Шенкурского уезда (1-го стана), расположенная в 68 верстах от уездного города Шенкурска. В деревне насчитывалось 14 дворов и проживало 106 человек (54 мужчины и 52 женщины).
В «Списке населенных мест Архангельской губернии на 1 мая 1922 года» в деревне Харготинская уже 29 дворов, 48 мужчин и 67 женщин. В административном отношении деревня входила в состав Пуйского сельского общества Пуйской волости Шенкурского уезда.

## Население
| 2002 | 2010 | 2012 | 2014 |
| ---- | ---- | ---- | ---- |
| 10   | ↘0   | ↗1   | ↗2   |

Национальный состав
Согласно результатам переписи 2002 года, в национальной структуре населения русские составляли 100 %.

## Достопримечательности
Часовня Покрова Пресвятой Богородицы Объект культурного наследия № 2900000958  - Деревянная часовня, начала XX века постройки. Представляет собой четверик, с четырёхскатной кровлей. В настоящий момент заброшена.